# The Helicopters
The Helicopters war eine südafrikanische New-Wave- und Synthpop-Band aus Vereeniging. Die größten Hits der Gruppe in ihrer Heimat sowie im Nachbarland Namibia waren Mysteries and Jealousies (1984), Only for You (1985), Don't Wanna Live in Hollywood (1986) und Whisper Your Secrets (1987).

## Geschichte
Die Gruppe entstand 1981 in Vereeniging (Provinz Gauteng) im Großraum Johannesburg. Treibende Kraft war der in Weston-super-Mare im Vereinigten Königreich geborene Multiinstrumentalist Bernard Binns, der auch maßgeblichen Einfluss auf die Werke der Gruppe ausübte und um den sich in den sieben aktiven Jahren insgesamt zwei Stammbesetzungen formierten. Zudem waren regelmäßig Gastmusiker Teil der Band. Der Gewinn eines lokalen Musikwettbewerbes für Nachwuchsbands in Johannesburg ermöglichte schon im Gründungsjahr Aufnahme und Veröffentlichung der Single Flying High / Us, mit der aber keine kommerziellen Erfolge erreicht werden konnten. Zu diesem Zeitpunkt spielte die Band Musik im Genre des New Wave, wie sie von Szenevertretern wie A Flock of Seagulls, Spandau Ballet oder Duran Duran geprägt wurde.
Den Durchbruch brachte 1983 die Single Mysteries and Jealousies / Say That Again, dessen Titelsong der Band einen Plattenvertrag bei WEA International einbrachte. Dort entstanden in den Folgejahren mehrere erfolgreiche Singles sowie 1985 das Album Love Attack. Zwischenzeitlich hatte sich der Sound der Band in eine kommerziellere Richtung mit dem großzügigen Einsatz von Synthesizern weiterentwickelt. Nach einem zwischenzeitlichen Abfall der Popularität gelang 1987 mit Whisper Your Secrets erneut ein Top-Hit. Das zweite Album In the Flesh.. erschien 1987 auf Gallo-GRC, gefolgt von der EP What Affair?. Anfang 1989 löste sich die Band schließlich auf und die beteiligten Musiker wandten sich neuen Projekten zu, auch da die politische Situation im südlichen Afrika eine Vergrößerung der Präsenz in die Nachbarländer oder gar den Rest der Welt unmöglich machte. Die Gruppe befand sich zu diesem Zeitpunkt auf dem Höhepunkt ihrer Popularität, gab regelmäßig ausverkaufte Konzerte und trat mehrmals im Fernsehen auf. Als letzte Veröffentlichung wurde 2002 die Compilation The Best of the Helicopters herausgebracht. Zu einer Neuformierung kam es nicht mehr.

## Diskografie

### Alben und EPs
- 1985: Love Attack (Warner)
- 1987: In the Flesh.. (Gallo-GRC)
- 1988: What Affair? (Gallo-GRC)

### Singles
- 1981: Flying High / Us (Klingel Produksies)
- 1983: Mysteries and Jealousies / Say That Again (Warner)
- 1984: Kissing for Pleasure / In Love (Warner)
- 1984: Miles Apart / Night Vision Girl (Warner)
- 1985: Come and Dance / Don't Vanish It's a Love Attack (Warner)
- 1986: Don't Wanna Live in Hollywood (Warner)
- 1987: Whisper Your Secret (Gallo-GRC)
- 1987: Western Skies / In the Flesh (Gallo-GRC)

### Kompilationen
- 2002: The Best of The Helicopters (Fresh Music)